# Viticoltura in Austria
La viticoltura in Austria è una tradizione millenaria che si sviluppa in quattro principali regioni vinicole: Bassa Austria, Burgenland, Stiria e Vienna. L'Austria è nota per la produzione di vini bianchi di alta qualità, in particolare a base di Grüner Veltliner e Riesling, ma anche per la crescente produzione di vini rossi e dolci.

## Storia
La coltivazione della vite in Austria ha origini antiche risalenti ai Celti intorno al 500 a.C.. I Romani svilupparono ulteriormente la viticoltura nelle province del Norico e della Pannonia oggi ricadenti nell'Austria sud-orientale. Durante il Medioevo la produzione vinicola si consolidò grazie all'influenza di Carlo Magno e all'opera dei monaci che piantarono vigneti nei pressi dei monasteri per la produzione di vino destinato alla celebrazione dell’Eucaristia.
Nel XVIII secolo, Maria Teresa d'Austria e Giuseppe II introdussero riforme che favorirono lo sviluppo del settore vitivinicolo. Tuttavia, nell’Ottocento, la viticoltura austriaca subì una grave crisi a causa della diffusione della fillossera e di altre malattie della vite.
Nel XX secolo l’Austria fu coinvolta in uno scandalo legato alla contaminazione del vino con glicole dietilenico (1985), che danneggiò gravemente la reputazione del settore. Da allora il paese ha adottato rigide normative di qualità, diventando uno dei leader nella produzione di vini di alta gamma.

## Clima
Il clima austriaco è di tipo continentale con estati calde e inverni rigidi, caratteristiche che favoriscono la maturazione ottimale delle uve e la produzione di vini con una spiccata acidità e freschezza.
Le principali influenze climatiche provengono dal Danubio che mitiga le temperature nelle regioni vinicole della Bassa Austria, dai venti pannonici che portano calore nel Burgenland favorendo la maturazione delle uve rosse e dalle Alpi che creano forti escursioni termiche tra il giorno e la notte, contribuendo allo sviluppo degli aromi nei vini della Stiria.
I suoli variano da löss e calcarei nelle regioni settentrionali ideali per i vini bianchi ad argillosi e scistosi nel Burgenland più adatti ai vini rossi.

## Regioni vitivinicole

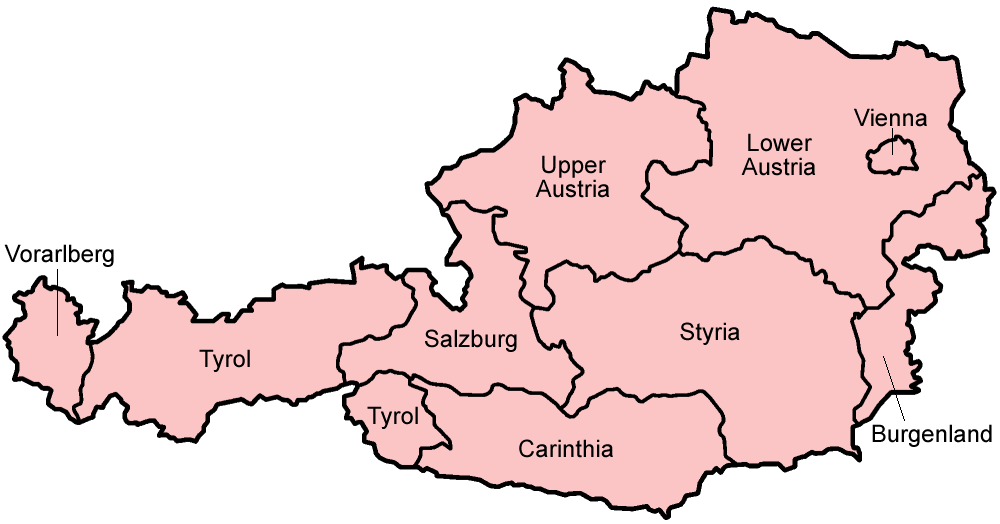
Regioni austriache

L'Austria è suddivisa in quattro macroregioni vinicole che comprendono diverse denominazioni di origine (DAC).

### Bassa Austria (Niederösterreich)
È la più vasta regione vinicola, con oltre 28.000 ettari di vigneti. Qui si producono alcuni dei migliori Grüner Veltliner e Riesling. Le zone più importanti sono:
- Wachau, nota per i suoi Riesling di alta qualità.
- Kamptal e Kremstal, nota per la coltivazione del Grüner Veltliner e del Riesling.
- Weinviertel, prima DAC austriaca famosa per il Grüner Veltliner.

### Burgenland
Situata al confine con l’Ungheria è la culla dei vini rossi (Zweigelt, Blaufränkisch) e dei vini dolci botritizzati del lago di Neusiedl.

### Stiria (Steiermark)
Regione collinare con un clima più fresco ideale per i vini bianchi aromatici come Sauvignon Blanc, Gelber Muskateller e Weissburgunder (Pinot bianco).

### Vienna (Wien)
Unica capitale al mondo con una significativa produzione vinicola famosa per il Wiener Gemischter Satz, un vino ottenuto dalla co-fermentazione di diverse varietà di uve.

## Vitigni
L'Austria è rinomata per i suoi vitigni autoctoni con una netta predominanza dei bianchi (circa il 70% della produzione totale) .

### Vitigni a bacca bianca
- Grüner Veltliner: il vitigno più coltivato, rappresenta circa il 30% della superficie vitata del paese. Produce vini freschi e speziati, con note di pepe bianco[1].
- Riesling: coltivato soprattutto in Wachau, Kamptal e Kremstal, dà vini longevi e minerali[1].

### Vitigni a bacca rossa
- Zweigelt: il vitigno rosso più diffuso, ottenuto dall'incrocio di Blaufränkisch e St. Laurent[1].
- Blaufränkisch: produce vini strutturati e speziati, tipici del Burgenland[2].

## Normativa e classificazione
Il sistema di qualità austriaco è molto severo e prevede diverse categorie:
- Vini generici (Wein): possono essere prodotti con uve di qualsiasi parte dell'Austria senza obbligo di denominazione.
- Vini a indicazione geografica (Landwein): provenienti da tre macro-aree: Weinland, Steirerland e Bergland.
- Vini a denominazione di origine (Qualitätswein e DAC): si definiscono qualitätswein i vini che superano rigorosi controlli di qualità e possono riportare l’indicazione della regione di produzione mentre per i DAC (Districtus Austriae Controllatus), il sistema di denominazioni austriaco simile alle DOC italiane, i vini che rispettano regole specifiche per ogni area vinicola.